# آنتونی هوساک
آنتونی هوساک (به انگلیسی: Anthony Hossack) بازیکن فوتبال زادهٔ ۲ مه ۱۸۶۷ اهل کشور انگلستان که سابقهٔ بازی در تیم ملی فوتبال انگلستان را در کارنامهٔ خود دارد. وی در تاریخ ۵ مارس ۱۸۹۲ نخستین بازی ملی خود را در مقابل تیم ملی فوتبال ولز انجام داد و با حضور در ۲ بازی ملی، در تاریخ ۱۲ مارس ۱۸۹۴ واپسین بازی ملی‌اش را در برابر تیم ملی فوتبال ولز برگزار کرد.